# Dianella crinoides
Dianella crinoides är en grästrädsväxtart som beskrevs av Rodney John Francis Henderson. Dianella crinoides ingår i släktet Dianella och familjen grästrädsväxter. Inga underarter finns listade i Catalogue of Life.